# Hindersmässa
Hindersmässa var en folklig benämning för Henriksdagen (Henriksmäss) som firades i äldre tiders almanacka den 19 januari till minne av biskop Henriks dödsdag. Benämningen Hindersmäss utgick i 1901 års namnslängd medan namnsdagen blev kvar.
Henriksdagen har firats i nordligaste Sverige, inte minst av den finsktalande befolkningen. Dagen sades vara vinterns mittpunkt och således behövde hälften av djurens vinterfoder finnas kvar.
I Örebro finns Hindersmässan, en marknad som återkommer varje år sista veckan i januari.